# Cosmas Shi Enxiang
Cosmas Shi Enxiang, né en 1921, connu également sous les noms de Monseigneur Shi ou Monseigneur Côme est un prélat catholique chinois, évêque auxiliaire de Yixian de 1982 à 1995 puis évêque diocésain de ce même siège de 1995 à sa mort. Prélat dissident resté fidèle à l'autorité du Saint-Siège, il passe plus de 54 ans en prison, en camp de travail et en résidence surveillée. Porté disparu depuis 2001, sa mort est annoncée à la fin janvier 2015. 

## Biographie
Cosmas Shi Enxiang est ordonné prêtre en 1947, soit deux ans avant l'arrivée du Parti communiste chinois au pouvoir. En raison de son opposition au régime et à son refus d’adhérer à l’Association patriotique des catholiques chinois, l'Église « officielle » créée par le régime communiste et ne reconnaissant pas le Saint-Siège, il est emprisonné dès 1954, puis est transféré, de 1957 à 1980, dans différents camps de travail, où il est notamment forcé de travailler dans les fermes d'État de Heilongjiang ainsi que dans les mines de charbon du Shanxi. 
En 1982, soit deux ans après sa libération, il est secrètement consacré évêque auxiliaire de la préfecture apostolique de Yixian, avant d'être nommé, en 1995, comme successeur de Mgr Peter Liu Guangdong en tant qu'évêque diocésain de ce même siège, situé dans le comté de Yi. 
En 1983, il est de nouveau arrêté à et passe trois ans en prison, puis il est assigné à résidence durant trois nouvelles années. À peine libéré, en 1989, il cofonde la Conférence épiscopale souterraine, puis est de nouveau arrêté, ainsi que tous les autres participants. 
Libéré quatre ans plus tard, en 1993, il est à nouveau arrêté le 13 avril 2001, à Pékin, puis reste tenu dans un lieu secret. 
À partir de ce moment, malgré les demandes répétées, aucune information le concernant n'est plus transmise ni aux autorités ecclésiastiques ni à sa famille. À la fin janvier 2015, l'agence catholique UCA news annonce sa mort, tandis que les autorités refusent de la confirmer officiellement et tentent même d'étouffer l'affaire. Mort à l'âge de 93 ans, il était le doyen des évêques chinois.
La famille de l’évêque, qui souhaite lui organiser des obsèques publiques, se voient refuser la restitution de sa dépouille.
Le 11 février, le diocèse de Hong Kong réagit par une lettre ouverte aux autorités chinoises, puis par une manifestation menée par le cardinal Joseph Zen, pour demander que la lumière soit faite sur le sort de Mgr Shi.